# Hôtel de Villars
L'hôtel de Villars, aussi appelé d'Esmivy de Moissac est un hôtel particulier situé au 4 Cours Mirabeau à Aix-en-Provence.

## Construction et origines
L'hôtel de Villars fut conçu et construit en 1710 par l'architecte Georges Vallon. Un de ses locataires les plus prestigieux fut Honoré-Armand, duc de Villars, gouverneur général des pays et comtés de Provence. 
L'hôtel fut construit pour Louis d'Esmivy de Moissac, conseiller à la cour des comptes. C'est son petit fils, capitaine de vaisseau et intendant de Guadeloupe, qui le livrera en 1750 au Duc de Villars.

## Architecture
L'hôtel est notable pour disposer d'imposantes colonnes en pierre sculptée, délimitant sa façade et empiétant ostensiblement sur la chaussée (fait rare à Aix); elles ont été rajoutées par l'architecte Vallon à la demande expresse de son illustre locataire le Duc de Villars, qui souhaitait rappeler par là ses pouvoirs sans bornes sur l'espace public de la capitale provençale historique.
L'escalier a une belle rampe qu'ornaient les armes de Villars (volées en 1980).
L'hôtel est une propriété privée et fait l'objet d'un classement au titre de monument historique à partir de 1993, y compris les jardins, le portail et le mur d'enceinte.